# Хейнс, Фредерик
Сэр Фредерик Пол Хейнс (англ. Sir Frederick Paul Haines; 10 августа 1819 — 11 июня 1909) — британский военачальник, фельдмаршал (21 мая 1890).

## Военная карьера
Фредерик Хейнс родился в 1820 году в семье военного из Суссекса. В 1839 году Хейнс поступил на службу в 4-й пехотный полк. Продолжил службу в Британской Индии, где уже через год получил звание лейтенанта. В этом звании в качестве начальника секретариата Хью Гофа участвовал в основных сражениях первой англо-сикхской войны, получив боевое крещение при Мудки и тяжелое ранение картечью в битве при Фирозшахе (под ним убило лошадь). Вскоре ему присваивают звание капитана и в составе штаба Гофа в 10-м пехотном полку он проходит вторую англо-сикхскую войну. После чего его представляют к званию подполковника, но потом переводят в 21-й пехотный полк Королевских северо-британских фузилёров. В составе 4-й дивизии его полк перебрасывается в Крым на новый театр военных действий, в Крымской войне 1853—56 годов. В сражении при Инкермане в 1854 году 6 часов удерживал занимаемые позиции. До конца войны он прослужил в 21-м полку, но, несмотря на заслуги, так и не стал командиром полка из-за недостаточного для этой должности звания. После Крымской войны Хейнс возвращается в Индию, где работает начальником секретариата главнокомандующего Мадрасской армии. В 1859 году он, наконец, получает звание подполковника и следующее назначение: командиром 1-го батальона 8-го пехотного полка. Батальон находится в его подчинении до 1861 года, после чего он переводится в Олдершот.
В 1865 году проходил службу в Индии и стал командиром Майсурской дивизии в составе Мадрасской армии. В 1870—71 — генерал-квартирмейстер и главнокомандующий Мадрасской армией. В 1876 году назначен главнокомандующим британскими войсками в Индии. В этом качестве несёт полную ответственность за ведение второй англо-афганской войны.
В 1881 году вернулся в Англию. В 1890 году ему было присвоено звание фельдмаршала.

## Награды
- Рыцарь Большого креста Ордена Бани (2 июня 1877)
- Рыцарь-командор Ордена Бани (20 мая 1871)
- Рыцарь Великий Командор Ордена Звезды Индии (29 июля 1879)
- Компаньон Ордена Индийской империи (31 декабря 1877)
- Орден Меджидие 5-го класса (Османская империя, 2 марта 1858)